# ロサンゼルス市警察

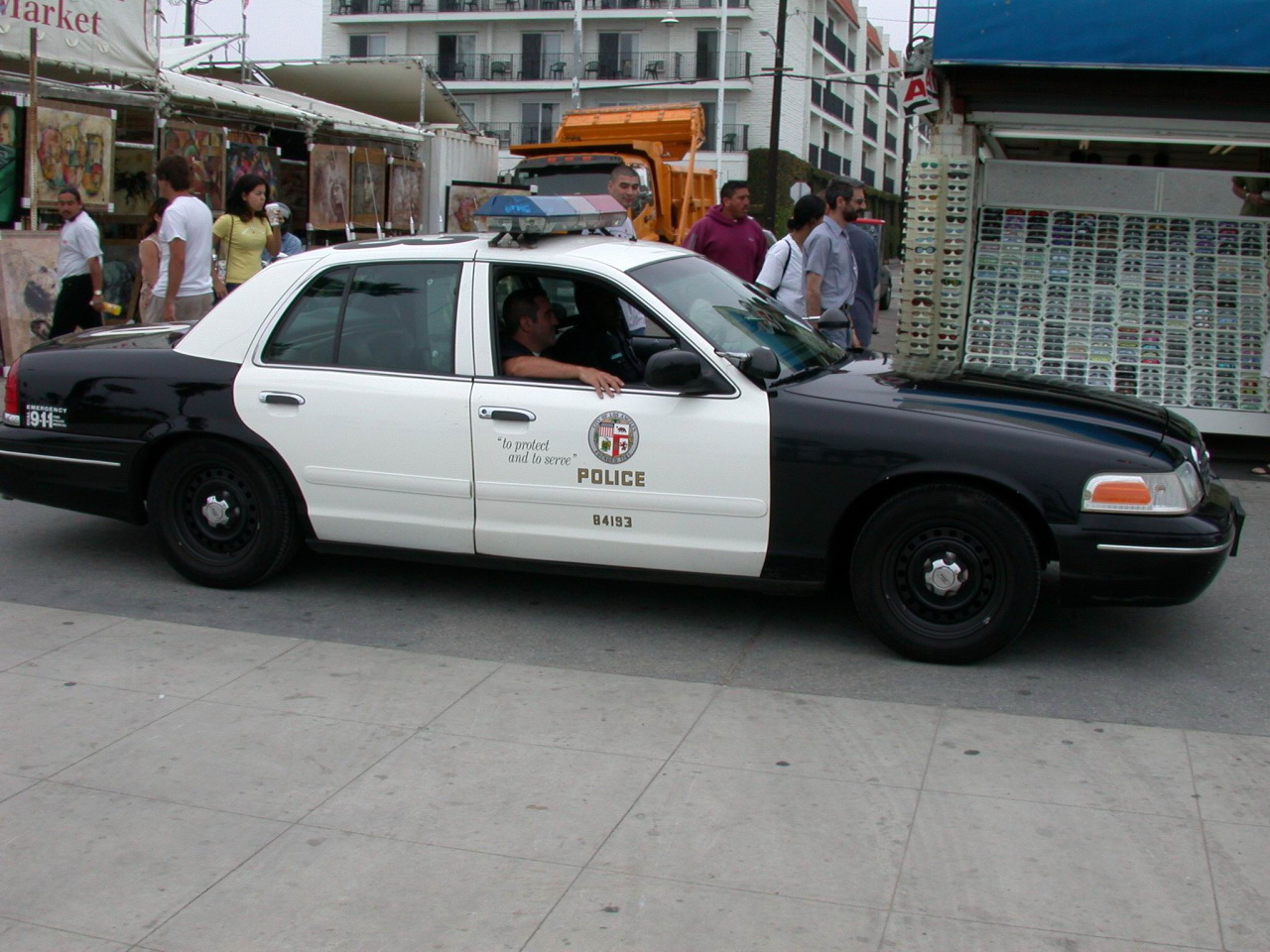
ロス市警のパトロールカー

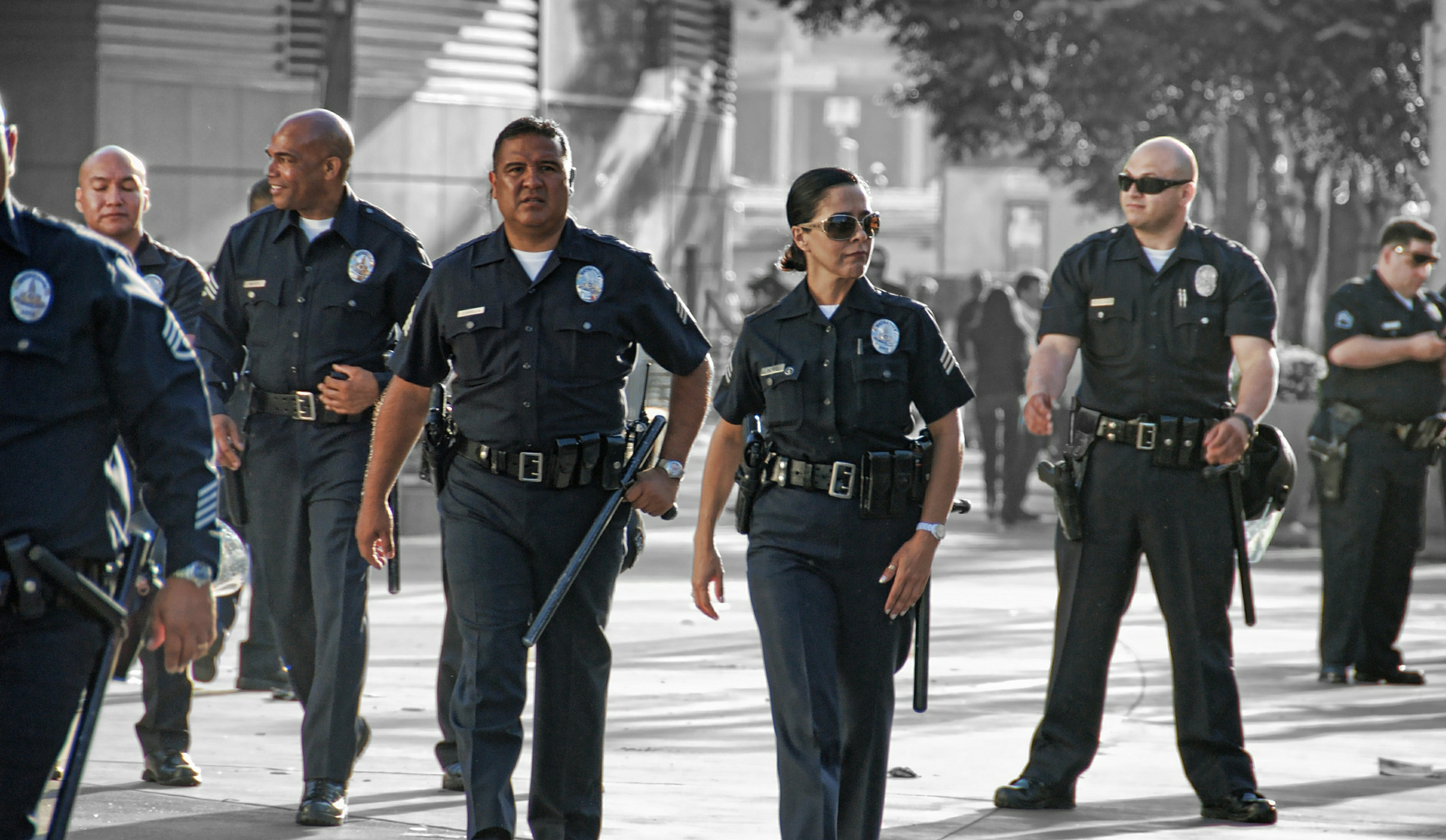
勤務中のロス市警警察官

ロサンゼルス市警察（ロサンゼルスしけいさつ、英: Los Angeles Police Department、略称：LAPD）は、アメリカ合衆国カリフォルニア州のロサンゼルス市を管轄する警察である。
日本ではロス市警とも呼ばれる。

## 概要
ロサンゼルス市警察は、カリフォルニア州ロサンゼルス市に本部を持つ。合議制警察委員会（日本の公安委員会に相当する組織）の管理下に設けられており、警察官9,974人と職員3,036人で、米国でニューヨーク市警察、シカゴ市警察に次ぐ3番目に大きな警察組織であり、日本の警視庁の4分の1ほどの人員数である。
ニューヨーク市警察は住民228人につき1人、シカゴ市警察は住民216人につき1人の割合で警察官を配置しているが、ロサンゼルス市警察は住民426人につき1人の割合であり、常に人員不足に悩まされている。理由としては、ゴードン・ノースコット事件対応における失態や過去に起きた警察官の汚職事件、人種差別による暴動（ワッツ暴動やロス暴動）が問題となり「警察は信用できない」とのイメージが定着したうえに、それを受けて隊員の資質向上のために採用基準を非常に厳格にしたのが要因とされる。これと関連しているのか否かは不明だが、ハリウッド映画やドラマに登場する市警は常に善玉である。
アメリカでもニューヨークに並ぶ多人種が住む大都市、州であるため、職員の人種構成はさまざまである。2019年時点では、10,008人の警察官のうち81%(8,158人)が男性で、19%(1,850人)が女性である。白人が48.8%、ヒスパニック系が30.9%、アフリカ系が9.62%、アジア系および南太平洋諸国出身者が7.6%程である。
市警のモットーは”to protect and to serve”（保護と奉仕）で、パトロールカーの側面にも記されている。アメリカ警察の特殊部隊であるSWATは、ロサンゼルス市警察が最初に組織したとされ、その練度の高さは随一であり、全米の警察で装備や戦術などが手本とされている。
かつて15年近く本部長を務め、在職中の1966年に急逝したウィリアム・ヘンリー・パーカーを偲んで「パーカーセンター」の別名で呼ばれ親しまれていた本部庁舎であるが、2009年秋には市役所南に建設された新庁舎 (New Police Administration Building) へ機能を移転した。移転後のパーカーセンターは取り壊されている。

## 歴史
ロサンゼルス市警察は、カリフォルニア州ロサンゼルス市に、警察組織として1869年に創設された。

## 組織

### 警察委員会 (Police Commission)
日本で言う公安委員会に相当する組織で、委員長 (Comissioner President)、副委員長 (Comissioner Vice President)および委員3人の計5人で構成される。委員は警察官ではない。

### 警察長 (Chief of Police)
日本の警視総監または道府県警察本部長に相当する職で制服組の最高位に当たり、1人が担う。アメリカではキャリア制度がないため、巡査から市警本部長まで昇任することが可能である。

#### 警察長官房 (Staff Office of The Chief of Police)
警察長の職務を補佐する。

### 地域・交通局 (Office of Operations)
地域・交通警察を担う部署。局長(Director、階級はAssistant Chief)の下に4管区と管区長。管区毎に1～2人の副管区長が置かれている。

#### セントラル管区
セントラル、ランパート、ホーレンベック、ノースイースト、ニュートンの各警察署とセントラル地区交通隊。

#### ウェスト管区
ウィルシャー、ハリウッド、ウェストロサンゼルス、オリンピック、パシフィックの各警察署と空港地域隊、ウェスト地区交通隊。ウェストハリウッドのショッピングモール「ザ・グローブ」には、日本から持ち込まれ、他にはハワイ州ホノルルにしかない交番が設置されている。

#### ヴァレー管区
ヴァンナイズ、ミッション、ノースハリウッド、フットヒル、デヴォンシャー、ウエストヴァレー、トパンガの各警察署とヴァレー地区交通隊。この管区のみ、副管区長は2人。

#### サウス管区
77丁目、サウスウェスト、ハーバー、サウスイーストの各警察署とサウス地区交通隊。またこの地区はストリートギャングが多いことから、管区長直轄のギャング・殺人事件特別捜査課(Criminal Gang and Homicide Division。従来のCRASHに代わる部署)が設置されている。

### 刑事・警備局（特殊作戦局） (Office of Special Operations)
刑事部門と警備部門を擁する部署。各部で2人の副部長が各課・部隊を掌握する。

#### 刑事部 (Detective Bureau)
- 強盗殺人課(Robbery - Homicide Division)
- 科学捜査課(Scientific Investigation Division)
- 少年課(Juvenile Division)
- ギャング・麻薬捜査課(Gang and Narcotics Division)
- 捜査支援課(Detective Support & Vice Division)
- 経済犯罪課(Commercial Crimes Division)

#### 警備部（テロ対策・特殊作戦部） (Counter Terrorism and Special Operations Bureau)
テロ対策や重大事件対応など、警備や公安活動を行う部である。部長の下に次長2人が置かれている。
- 本部中隊(Metropolitan Division)
  - A、B、C、D、Eの五個小隊と警察犬隊(K-9)で編成されており、A小隊は管理小隊（警備部庶務担当）、BおよびC小隊は機動隊、D小隊はSWAT、E小隊は騎馬隊である。
- 航空隊(Air Support Division)エアポリス。
- 緊急作戦課(Emergency Operations Division)
- 重大犯罪捜査課(Major Crimes Division)
- 緊急対応課(Emergency Service Division)

### 監察部 (Professional Standards Bureau)
警察官の監察を行う部署で監察部長の階級はDeputy Chiefである。他局の管区長や部長と階級の上では同格だが、監察部は警察長直轄となっている点で異なる。よって部長は警察長に対し直接責任を負う。

#### 監察部長直轄
- 特別行動課(Special Operations Division)
- 執行調査課(Force Investigation Division)

#### 内務調査室 (Internal Affairs Groups)
- 管理調査課(Administrative Investigations Division)
- 犯罪調査課(Criminal Investigation Division)

### 警務・通信局（管理局） (Office of Administrative servive)
警務や通信、911番受付を担う部局である。この部署は執行組織ではないため事務吏員の役職者が多い。

#### 情報技術部 (Information Technology Burau)
- 情報技術課(Information Technology Division)

#### 管理部 (Administrative Service Burau)
- 施設課(Facilities Management Division)
- 車両課(Motor Transport Division)
- 通信課(Communications Division)
- 記録課(Record and Identification Division)

#### 人事教育部 (Personnel and Training Burau)
- 人事課(Personnel Division)
- 募集採用課(Recruitment and Employment Division)
- 教育課(Training Division)
- 募集教育課(Recruit Training)
- 補助警察隊課(Reserve Office & Volunteer Section)

## 階級
| 階級名                                                               | 記章 | 備考 |
| -------------------------------------------------------------------- | --- | --- |
| Chief of Police (COP)                                                | | 日本語訳は警察本部長。警視総監に相当。市長とコミッショナーの賛成多数による任命制。学士号と12年以上の法執行官としての経験が必要。 日本の警察と違いキャリア制度がなく、巡査からのたたき上げで本部長まで昇進することができる。他警察組織から転職して来る場合も多い。ただし転職しない限り州警察やFBIに移ることもできない。 |
| Assistant Chief (Asst. CHF)                                          | | 日本語訳は警察本部副本部長。警視監に相当。Chiefの直下に置かれ、Operation（運用）、Special Operation（捜査活動）、Administrative Service（管理）の三大Officeの責任者を担う階級。 |
| Deputy Chief II (Dep. CHF)                                           | 日本語訳は警察本部長補佐。警視長もしくは警視正に相当。I、IIの2等級に分けられ、等級によって給与が変わる。役職は地域管区長や刑事部長など。 | |
| Deputy Chief I (Dep. CHF)                                            | 日本語訳は警察本部長補佐。警視長もしくは警視正に相当。I、IIの2等級に分けられ、等級によって給与が変わる。役職は地域管区長や刑事部長など。 | |
| Commander (CMDR)                                                     | | 日本語訳は警視。地域管区の方面責任者などを担う。 |
| Captain III Captain II Captain I (Capt.)                             | | 日本語訳は警部。I、II、IIIの3つに分けられた等級によって、給与が変わる。役職はCapt.Ⅰで副署長、Capt.Ⅲで警察署長やメトロポリタンディビジョンの指揮官など。 |
| Lieutenant II Lieutenant I (Lt.)                                     | | 日本語訳は 警部補。I、IIの2つに分けられた等級によって、給与が変わる。警察署課長級。 |
| Sergeant II (Sgt.) / Detective III (Det.)                            | | 日本語訳では巡査部長、刑事であるが、Sgt.I、II及びDet.II、IIIの職責は日本の警部補に相当する。Sgt.はI、IIの2等級、Det.はI、II、IIIの3等級に分けられている。SGT I=DET II、SGT II=DET IIIである。 |
| Sergeant I (Sgt.) / Detective II (Det.)                              | | 日本語訳では巡査部長、刑事であるが、Sgt.I、II及びDet.II、IIIの職責は日本の警部補に相当する。Sgt.はI、IIの2等級、Det.はI、II、IIIの3等級に分けられている。SGT I=DET II、SGT II=DET IIIである。 |
| Detective I (Det.)                                                   | | 日本語訳では巡査部長、刑事であるが、Sgt.I、II及びDet.II、IIIの職責は日本の警部補に相当する。Sgt.はI、IIの2等級、Det.はI、II、IIIの3等級に分けられている。SGT I=DET II、SGT II=DET IIIである。 |
| Police Officer III / Police Officer III+1 / Senior Lead Officer (PO) | | 日本語訳は巡査。I、II、III、III+1の4等級に分けられ、等級によって給与が変わる。警察学校での研修6か月と卒業配属から12か月の計18か月の新人期間が過ぎると自動的にIIに昇格する。IIとして3年が過ぎるとIIIへの昇格資格となり、IIIとなってさらに1年が過ぎると、Sgt.IあるいはDet.Iの昇進資格となる。                            |
| Police Officer II (PO)                                               | | 日本語訳は巡査。I、II、III、III+1の4等級に分けられ、等級によって給与が変わる。警察学校での研修6か月と卒業配属から12か月の計18か月の新人期間が過ぎると自動的にIIに昇格する。IIとして3年が過ぎるとIIIへの昇格資格となり、IIIとなってさらに1年が過ぎると、Sgt.IあるいはDet.Iの昇進資格となる。                            |
| Police Officer I (PO)                                                | | 日本語訳は巡査。I、II、III、III+1の4等級に分けられ、等級によって給与が変わる。警察学校での研修6か月と卒業配属から12か月の計18か月の新人期間が過ぎると自動的にIIに昇格する。IIとして3年が過ぎるとIIIへの昇格資格となり、IIIとなってさらに1年が過ぎると、Sgt.IあるいはDet.Iの昇進資格となる。                            |

ロサンゼルス市警察の警察官が主人公のテレビドラマ刑事コロンボの日本語翻訳版では、主人公「Lieutenant Columbo」を「コロンボ警部」に統一している。身分証の表記は「Lt. Frank Columbo A096824」。また実際の各階級の役職、役割、人員の構成比率などで較べた場合、ロサンゼルス市警察においては日本の警察では警視がもっとも近い階級である。同じくロサンゼルス市警察の警察官が主人公のドラマクローザーのジョンソンは「本部長補佐」で「重大犯罪課長」。こちらは原語に忠実。

## 武装
通常のパトロールカーにはショットガン（M870やM590など）とアサルトライフル（M16）が積まれており、白バイにすら銃床折り畳み型のショットガンが搭載されている。これは、1997年に起きたノースハリウッド銀行強盗事件が要因である。この銀行強盗事件で、2人の銀行強盗はアサルトライフル（AK-47など）と防弾チョッキで武装し、通報で駆け付けたロス市警の警察官約50人と銃撃戦を繰り広げたのである。しかし、当時は一般のパトカーにはショットガンしかなかったため、犯人の確保に苦戦（最終的に2人の犯人は、1人が自殺、もう1人は負傷後確保されたが病院搬送後死亡している）。警察官12人と民間人8人が負傷した。警察官達は近隣の銃砲店から商品のAR-15を借り出して応戦、事態は最終的にSWATが駆け付けたことで収拾するが、通常の警察官も強力な火器で武装する必要があると考えられ、その後、上記のパトカーの重装備化や制服警察官も40S&W弾や.45ACP弾を用いる拳銃を携行するようになる。拳銃は1980年代末からはベレッタM92、1990年代後半からはグロック17やそのバリエーション、現在はグロック（主に19）と共にS&W M&Pが多く使用されている。特にS&W M&Pはロサンゼルス郡保安局で先んじて採用、性能が評価され、その後ロサンゼルス市警察も採用を決定している。弾薬はニューヨーク市警察等と同様に9mmパラベラム弾が最も多く使用され、2000年代に入ると40S&W弾の使用が増加し、近年は再び9mmパラベラム弾が主流になっている。SWATでは長年45口径が採用されているが、申請が受理されれば9mmパラベラム弾や40S&W弾仕様の拳銃を使用することもできる。
SWATの主な武器は、H&K HK416、KIMBER 45ACP、M4カービン、FN SCAR、コルト9mmSMG、H&K MP5、AR-10、レミントンM700、バレットM82、M14 DMR、レミントンM870など。

## 労働環境と給与
ロス市警のパトロール担当警察官は3日間の12時間勤務と4日間の10時間勤務となっている。2007年の春から2009年の春まで、新警察官は5,000ドル-10,000ドルのボーナスを支給されていたが2009年に終了した。2009年7月の時点で、新人警察官には最終学歴に応じて56,522ドル-61,095ドルの初任給が支給されていた。
2010年1月、新人警察官の初任給は20%引き下げられた。当時の高卒の初任給は45,226ドルであった。
ボディカメラ
詳しくはアメリカ合衆国の警察#ボディカメラを参照
ロス市警は2013年9月から、スキッド・ロウエリアの警察官30人でボディカメラの使用を開始し、2014年12月16日には当時のロサンゼルス市長が7000台のボディカメラをロス市警で使用するために購入すると発表した。

## 設備
航空
ロサンゼルス市警察航空支援部は14機のAS 350、5機のベル 206、1機の ビーチクラフトキングエア200 を保有している。主に、ユニオン駅近くにあるフーパーヘリポートにあるダウンタウンのパイパーテックセンター、ヴァン・ナイズ空港から離着陸する。

## ロス市警で活躍した日系アメリカ人もしくは日本人
ロングビーチ出身のテリー・ハラは、2009年に日系アメリカ人（3世）として、初めて警察本部長補佐／警視長に就任。ハラは、1980年にロサンゼルス市警に就職し、1998年にナショナル大学を首席で卒業。同年、日系人初の警部に任命される。
ロサンゼルス初の日本人女性警察官YURI（ナガタ・ユリ）が人身売買に関するNPO法人を立ち上げた後、2021年ユーチューバーとなる。YouTubeでの対談相手はクリント・イーストウッド監督の映画「硫黄島からの手紙」でバロン西を演じた「伊原剛志」などがいる。日本の東京都出身。
永田有理『実録 LA初 日本人女性警察官　―ロス市警統一採用試験合格までの道のり編―』『（同）―諦めなければ道が開く! 卒業率30％の警察学校編―』（電子書籍）などがある

## LAPDが舞台となる小説・映画など

### ルポルタージュ
- 永田有理『実録 LA初 日本人女性警察官　―ロス市警統一採用試験合格までの道のり編―』『（同）―諦めなければ道が開く! 卒業率30％の警察学校編―』（電子書籍）

### 小説
- マイクル・コナリー作『ハリー・ボッシュ・シリーズ』
- ジェイムズ・エルロイ作『ロイド・ホプキンスシリーズ』

### 映画
- 『L.A.コンフィデンシャル』
- 『狼たちの街』
- 『LAPD処刑分署』
- 『S.W.A.T.』
- 『エンド・オブ・ウォッチ』
- 『カラーズ 天使の消えた街』
- 『クワイヤボーイズ』
- 『コブラ』
- 『スピード』
- 『センチュリアン』
- 『ターミネーター』
- 『チェンジリング』
- 『背徳の囁き』
- 『パニック・イン・スタジアム』
- 『ヒート』
- 『ブルーサンダー』
- 『ブレードランナー』
- 『プレデター2』
- 『リーサル・ウェポンシリーズ』

### テレビドラマ
- 『BOSCH/ボッシュ』
- 『Major Crimes 〜重大犯罪課』
- 『クローザー』
- 『刑事コロンボ』
- 『サウスランド』
- 『特捜隊アダム12』
- 『特別狙撃隊S.W.A.T.』
- 『パトカーアダム30』
- 『NCIS:LA 〜極秘潜入捜査班』
- 『ザ・ルーキー 40歳の新米ポリス!?』

### ゲーム
- 『L.A.ノワール』

主人公がLAPDの警察官。
- 『Midnight Club: Los Angeles』

交通違反を起こすとLAPDのパトカーに追跡される。
- 『グランド・セフト・オートシリーズ』
  - 『GTA:SA』
  - 『GTAV』

上記2作品にロサンゼルスがモデルとなったロスサントスの治安維持にあたるLSPD(Los Santos Police Department)が登場している。
- 『コール オブ デューティ ブラックオプス2』

国際テロ組織「コルディス・ダイ」によって攻撃を受けているロサンゼルスから大統領を脱出させるためにアメリカ軍やFBI、USSSらと協力して脱出地点まで大統領を護衛する。
- 『ザ・警察官』

前半は新宿歌舞伎町が舞台だが、後半でロサンゼルスに移動しLAPDが登場する。国外版ではLAPDのオフィサーが主人公となっている。